# 徳島名西警察署
徳島名西警察署（とくしまみょうざいけいさつしょ）は、徳島県警察が管轄する警察署の一つである。

## 所在地
- 本署：徳島県徳島市庄町三丁目5番地
  - 石井庁舎：徳島県名西郡石井町石井字石井1339番地1

## 管轄区域
- 徳島市のうち
  - 佐古一番町 - 八番町
  - 南佐古一番町 - 八番町
  - 北佐古一番町・二番町
  - 佐古山町
  - 田宮町
  - 南田宮
  - 北田宮
  - 春日町
  - 春日
  - 南矢三町
  - 北矢三町
  - 南島田町
  - 中島田町
  - 北島田町
  - 蔵本町
  - 蔵本元町
  - 南蔵本町
  - 庄町
  - 南庄町
  - 鮎喰町
  - 名東町
  - 加茂名町
  - 不動本町
  - 不動東町
  - 不動西町
  - 不動北町
  - 入田町
  - 中吉野町四丁目
  - 上助任町三本松
  - 一宮町
  - 下町
  - 国府町
- 名西郡
  - 石井町
  - 神山町

## 沿革
2018年（平成30年）4月1日 - 石井警察署と統合し徳島西警察署から改称。

## 交番
- 蔵本町交番（徳島市蔵本町1丁目10番地の4）
- 田宮交番（徳島市北田宮三丁目1番1号）
- 国府町府中交番（徳島市国府町府中13番地の1）

## 駐在所
- 不動本町駐在所（徳島市不動本町2丁目181番地の4）
- 国府町芝原駐在所（徳島市国府町芝原字天満44番地の9）
- 入田町駐在所（徳島市入田町春日25番地の1）
- 一宮町駐在所（徳島市一宮町西丁13番地の3）
- 石井町白鳥駐在所（名西郡石井町石井字石井715番地3）
- 石井町高川原駐在所（名西郡石井町高川原字高川原1280番地2）
- 石井町天神駐在所（名西郡石井町高川原字南島194番地5）
- 石井町藍畑駐在所（名西郡石井町藍畑字高畑1422番地19の4）
- 石井町浦庄駐在所（名西郡石井町浦庄字下浦287番地1）
- 神山町広野駐在所（名西郡神山町阿野字河口60番地7）
- 神山町神領駐在所（名西郡神山町神領字北260番地）